# Raunotingis
Raunotingis is een geslacht van wantsen uit de familie van de Tingidae (Netwantsen). Het geslacht werd voor het eerst wetenschappelijk beschreven door Duarte-Rodrigues in 1980.

## Soorten
Het genus bevat de volgende soort:

- Raunotingis linnavuorii Duarte Rodrigues, 1980